# Werkgroep Reizigers Omvang en Omvang Verkopen
De Werkgroep Reizigers Omvang en Omvang Verkopen (WROOV) is een werkgroep die het gebruik van de Nederlandse nationale vervoerbewijzen eens in de paar jaar onderzoekt (of laat onderzoeken). De door de vervoerders te ontvangen vervoeropbrengst worden bepaald aan de hand van de WROOV-onderzoeken.
Met de invoering van het nationale-vervoerbewijzensysteem werd het bijvoorbeeld mogelijk om een in Nederlands-Limburg gekochte strippenkaart in Drenthe te gebruiken. Om te zorgen dat het vervoerbedrijf in Drenthe geld ontvangt van de Limburgse strippenkaart, werd op basis van reizigersonderzoeken een verdeelsleutel ontwikkeld waarmee de vervoeropbrengsten verdeeld kunnen worden onder de vervoerders. Een manier om het reisgedrag te onderzoeken is het uitdelen van enquêteformulieren (met retourenvelop) bij de verkooppunten van nationale vervoerbewijzen.
WROOV heeft onderzoeken laten verrichten in 1984, 1990, 1992, 1994, 1997 en 2000. Vanaf 1992 onderzoekt de WROOV ook het aantal reizigerskilometers. Dit werd nodig voor de invoering van het subsidiestelsel 1993–1998 dat gebaseerd was op het aantal afgelegde reizigerskilometers. Deze onderzoeken worden WROOV-PLUS-onderzoeken genoemd.
Met de invoering van de marktwerking in het stads- en streekvervoer veranderen de martktaandelen van de vervoerders veel meer dan vroeger. Daarom worden voortaan vaker (sinds 2003 ieder jaar) vereenvoudigde onderzoeken gehouden. Deze onderzoeken worden WROOV-Light genoemd. Jaarlijks worden hierbij ruim vierhonderdduizend enquêtes gehouden met een response percentage van dertig tot vijendertig procent. Met de invoering van de OV-chipkaart (vanaf 2009) zullen de WROOV-onderzoeken uiteindelijk niet meer nodig zijn. De chipkaartapparatuur berekent – in principe – meteen hoe de vervoeropbrengsten op de cent precies verdeeld moeten worden.